# Слава (фільм)

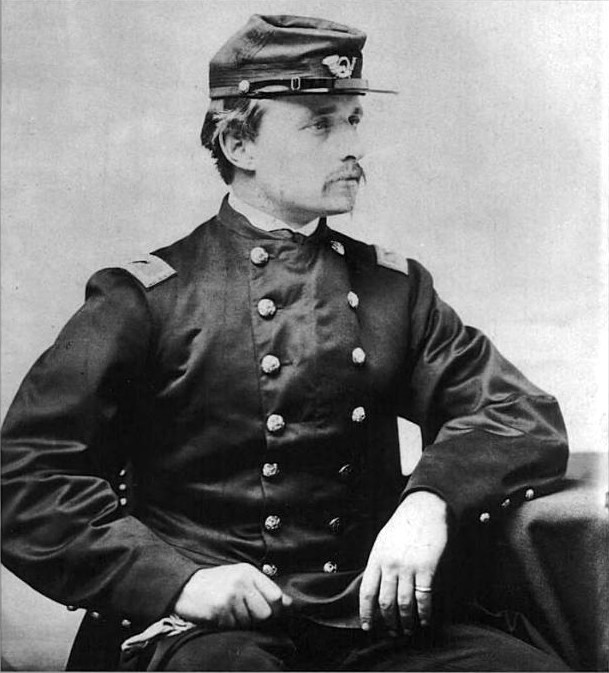
Роберт Гулд Шоу

«Слава» (англ. Glory) — військова драма, знята режисером Едвардом Цвіком в 1989 році. Стрічка заснована на книгах «Lay This Laurel» Лінкольна Кірстайна і «One Gallant Rush» Пітера Берчарда, а також на листах Роберта Гулда Шоу. Фільм отримав три премії «Оскар» і низку інших нагород.